# Secure Access Module

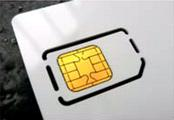
alt = Mòdul d'Accés de seguretat

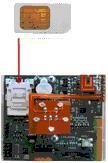
SAM en una carcassa HVQFN

Un Secure Access Module o SAM (mòdul d'accés segur o mòdul d'aplicació segura) és una targeta intel·ligent que s'utilitza per a millorar la seguretat i el rendiment i en els dispositius que inclouen algun procés criptogràfic; normalment s'instal·la en dispositius que necessiten realitzar una transacció segura, com és el cas dels terminals de pagament, en aquest supòsit, el SAM es sol utilitzar en els segments de Gestió d'accés, Transport públic, Sistemes de pagament, etc.

## Descripció
Físicament un SAM pot ser un targeta SIM connectada a una ranura SAM dins d'un Lector o bé un circuit integrat fix en un muntatge HVQFN soldat directament a la placa del circuit imprès.
En general, un sistema de lector amb SAM, consta d'un microcontrolador i un lector de targeta xip a través d'una interfície ISO 7816 amb contacte o bé ISO 14443 (RF) amb una targeta intel·ligent sense contacte. El microcontrolador pren la part de control de comunicacions del lector, com el maneig del flux de protocol de comandaments, i la interpretació de les dades. Mitjançant la integració d'un SAM en el sistema del lector, el SAM s'encarrega de tota la gestió de claus i la criptografia d'una manera segura. El sistema complet permet una autenticació i xifratge de la comunicació del lector, tant amb contactes com sense contactes, així com entre el SAM i el sistema host.